# Banque cantonale de Bâle-Campagne
La Banque cantonale de Bâle-Campagne (BLKB) est une banque cantonale suisse dont le siège social est à Liestal.